# José Antonio Plaza
José Antonio Sanz Plaza (Segòvia; 23 de maig de 1939-Madrid; 22 de novembre de 1998) va ser un periodista espanyol.

## Biografia
Després d'estudiar Dret i Periodisme, va començar a treballar a Pueblo i a Radio Madrid, col·laborant al programa Cabalgata fin de semana. Després de passar per La Voz de Madrid, s'incorpora a Televisió Espanyola on col·labora, amb només 16 anys, en el programa Plaza de España. En 1961 s'incorpora als serveis informatius, i treballa tant a l'espaci Última imagen informativa com al Telediario. En 1968 és destinat a Londres com a corresponsal de TVE i RNE, i va romandre a la capital britànica durant set anys.
Al seu retorn, compaginaria la seva labor davant les cambres amb la direcció de programes. D'aquesta època va destacar l'espai 35 millones de españoles (1975), on compartia plató amb Alfredo Amestoy i on es realitzava una defensa de la qualitat de vida dels ciutadans. Plaza va sofrir ferides serioses quan algú ho va atropellar, pel que sembla en un intent de silenciar-lo. La setmana següent va aparèixer en el programa enguixat i en cadira de rodes. La seva labor en aquest espai li va valer el Premi Ondas (Nacionals de Televisió) de 1975 compartit amb Amestoy.
L'any següent va posar en marxa l'espai 625 líneas, que a més també va presentar al costat de Paca Gabaldón fins a 1978. En 1977 va dirigir el programa sobre cinema 24 imágenes por segundo, presentat prr Isabel Tenaille i en 1978 presentà durant alguns mesos 300 millones.
En els anys següents, plenament dedicat a la direcció, es va responsabilitzar del concurs Ding-Dong (1980), amb Andrés Pajares i Mayra Gómez Kemp i l'infantil Sabadabada (1981), que es convertiria en un clàssic de la televisió per a nens a Espanya.
Durant aquesta època també va treballar en ràdio, dirigint a Antena 3 Radio el programa Viva la gente divertida. En 1988 va passar a formar part, igualment, de la redacció de la revista Panorama.
Després de realitzar Aventura 92 en 1989 per a TVE, va ser recuperat com a presentador per la cadena privada Antena 3, on va presentar de nou al costat d'Alfredo Amestoy Un país de locos (1990), espai que pretenia ser una reedició, quinze anys després del clàssic 35 millones de españoles. Li seguiria l'espai musical Veraneando, amb Remedios Cervantes i Bertín Osborne a Tele 5 i Una pareja feliz (1994), amb Anne Igartiburu.
El seu últim treball va ser la direcció de Querida familia, en 1995, també per Antena 3.
Estava casat amb María José Ulla Madroñero, Miss Espanya 1964, i tenien una filla anomenada Carmen.
Va morir després de ser traslladat des de València, on dirigia un programa per a la cadena autonòmica valenciana Canal 9, a Madrid. Va ser incinerat en el Cementiri de l'Almudena de Madrid el 23 de novembre de 1998.